# Suramericano de Natación de 2006 - Maratón 5 km. Masculino
La prueba de 5 Km. Masculino en aguas abiertas del Campeonato Sudamericano de Natación de 2006 se realizó el 8 de marzo de 2006 en la ciudad de Cartagena.

## Medallistas
| Evento | Oro                            | Plata                         | Bronce                           |
| ------ | ------------------------------ | ----------------------------- | -------------------------------- |
| 5 km.  | Carlos Pavao · Brasil · 57:34. | Damian Blaum Argentina 57:45. | Guilherme Bier · Brasil · 58:08. |

## Resultados
| Posición | Nadador           | Tiempo   |
| -------- | ----------------- | -------- |
| 1        | Carlos Pavao      | 57:34.   |
| 2        | Damian Blaum      | 57:45.   |
| 3        | Guilherme Bier    | 58:08.   |
| 4        | Renzo Alvarez     | 58:20.   |
| 5        | Rolando Salas     | 58:59.   |
| 6        | Roberto Peñalillo | 59:03.   |
| 7        | Roberto Quiroga   | 59:37.   |
| 8        | Daniel Queipo     | 59:57.   |
| 9        | Jhondry Segovia   | 1:00:21. |
| 10       | Esteban Enderica  | 1:01.46. |
| 11       | Gabriel Enderica  | 1:03.19. |
| 12       | Julio Galofre     | 1:05.55. |
| 13       | David Perez       | 1:06.12. |
| 14       | Philipe Mailliard | 1:12.43. |